# Regierung Vlastimil Tusar II
Die tschechoslowakische Regierung Vlastimil Tusar II, geführt vom Ministerpräsidenten Vlastimil Tusar, war im Amt vom 25. Mai 1920 bis 15. September 1920. Sie folgte der Regierung Vlastimil Tusar I und wurde ersetzt durch die Regierung Jan Černý I.

## Regierungsbildung, Programm
Vlastimil Tusars zweite Regierung von 1920 war auch die zweite Regierung der sogenannten rot-grünen Koalition, die aus den sozialistischen Parteien sowie aus der Agrarpartei bestand. Sie kam zustande nach den ersten Parlamentswahlen von April 1920, als die erste Regierung von Tusar der Neubildung einer neuen Regierung Platz machte. Tusars Sozialdemokratie, welche in den Parlamentswahlen gute Erfolge erzielte, konnte ihre Rolle in der Regierung leicht verstärken.
Die Regierung beendete ihre Amtszeit vor allem infolge einer Krise innerhalb der Sozialdemokratischen Partei, als ein Teil des linken Flügels, aus dem später die Kommunistische Partei hervorging, die Sozialdemokratie destabilisierte.

## Regierungszusammensetzung
- Ministerpräsident: Vlastimil Tusar (ČSDSD) (25.5.1920–15.9.1920)
- Außenminister: Edvard Beneš (parteilos) (25.5.1920–15.9.1920)
- Innenminister: Antonín Švehla (RSZML) (25.5.1920–15.9.1920)
- Finanzminister: Karel Engliš (parteilos) (25.5.1920–15.9.1920)
- Minister für Bildung und nationale Aufklärung: Gustav Habrman (ČSDSD) (25.5.1920–15.9.1920)
- Verteidigungsminister:
  - (kommissarisch) Vlastimil Tusar (ČSDSD) (25.5.1920–16.7.1920)
  - Ivan Markovič (ČSDSD) (16.7.1920–15.9.1920)
- Justizminister: Alfréd Meissner (ČSDSD) (25.5.1920–15.9.1920)
- Minister für Industrie, Handel und Gewerbe: Kuneš Sonntag (RSZML)  (25.5.1920–15.9.1920)
- Außenhandelsminister: Rudolf Hotowetz (parteilos) (25.5.1920–15.9.1920)
- Minister für die Eisenbahnen: Jiří Stříbrný (ČsNS) (25.5.1920–15.9.1920)
- Minister für öffentliche Arbeiten: Bohuslav Vrbenský (ČsNS) (25.5.1920–15.9.1920)
- Landwirtschaftsminister:
  - Karel Prášek (RSZML)  (25.5.1920–24.6.1920)
  - (kommissarisch) Kuneš Sonntag (RSZML) (24.6.1920–15.9.1920)
- Minister für Soziales: Lev Winter (ČSDSD) (25.5.1920–15.9.1920)
- Gesundheits- und Sportminister: Vavro Šrobár (parteilos)  (25.5.1920–15.9.1920)
- Minister für Post und Telekommunikationen: František Staněk (RSZML) (25.5.1920–15.9.1920)
- Unifikationsminister[Anm. 1]: Vavro Šrobár (parteilos) (25.5.1920–15.9.1920)
- Minister für die Verwaltung der Slowakei: Ivan Dérer (ČSDSD) (25.5.1920–15.9.1920)
- Minister für die Ernährung: Václav Johanis (ČSDSD) (25.5.1920–15.9.1920)

### Parteizugehörigkeit
In der Regierung waren – neben einigen parteilosen Ministern – folgende Parteien der sogenannten Allnationalen Koalition vertreten:
- Republikánská strana zemědělského a malorolnického lidu (RSZML), Republikanische Partei des landwirtschaftlichen und kleinbäuerlichen Volkes (kurz Agrarpartei)
- Československá sociálně demokratická strana dělnická (ČSDSD), Tschechoslowakische Sozialdemokratische Arbeiterpartei
- Československá strana socialistická (ČSS), Tschechoslowakische Sozialistische Partei